# 康拉德·伯克尔
康拉德·伯克尔（德語：Conrad Böcker，1870年8月24日—1936年4月8日），德国男子竞技体操运动员。他曾获得1896年夏季奥运会体操比赛男子团体单杠和团体双杠金牌。他在该届奥运会也参加了数个个人小项，未能获得奖牌。